# Giovanni da Mantova
Giovanni da Mantova (Mantova, XI secolo – XII secolo) è stato un religioso, filosofo e letterato italiano.
Nacque probabilmente nell'XI secolo ed entrò a Padova nell'Ordine dei frati predicatori. In tale veste frequentò la corte della contessa Matilde di Canossa e per essa commentò il Cantico dei cantici (1082-1083).

## Opere
- Liber de sancta Maria.